# Tim Väyrynen
Tim Väyrynen (* 30. března 1993, Espoo, Finsko) je finský fotbalový útočník a reprezentant, který je od ledna 2021 bez klubu. Předtím nastupoval v dresu finského klubu HJK Helsinki.
Jeho otcem je bývalý finský fotbalista Mika Väyrynen.

## Klubová kariéra
Tim začal svou kariéru ve finském klubu FC Honka. V roce 2012 vyhrál s týmem finský fotbalový pohár po finálové výhře 1:0 nad KuPS Kuopio. Ve finské nejvyšší lize Veikkausliiga se stal v sezoně 2013 (hraje se systémem jaro-podzim) se 17 vstřelenými góly nejlepším kanonýrem, díky čemuž byl po sezoně vyhlášen nejlepším ligovým útočníkem a fotbalistou roku v lize.
V lednu 2014 přestoupil do německého klubu Borussia Dortmund, zde podepsal smlouvu do léta 2016. Nejprve se připojil k rezervnímu týmu hrajícímu III. německou ligu.

## Reprezentační kariéra
Hrál za finské reprezentační výběry v kategoriích do 19 a 21 let. 14. srpna 2013 v kvalifikaci na Mistrovství Evropy U21 vstřelil hattrick proti domácímu Walesu, výrazně se tak podílel na výhře mladých Finů 5:1.